# Clariger
Clariger là một chi của họ cá Oxudercidae

## Các loài
Chi này hiện hành có các loài sau đây được ghi nhận:
- Clariger chionomaculatus Shiogaki, 1988
- Clariger cosmurus D. S. Jordan & Snyder, 1901
- Clariger exilis Snyder, 1911
- Clariger papillosus Ebina, 1935
- Clariger taiwanensis Jang-Liaw, Y. H. Gong & I. S. Chen, 2012[2]